# Kofi Setordji
 (décembre 2014).
Si vous disposez d'ouvrages ou d'articles de référence ou si vous connaissez des sites web de qualité traitant du thème abordé ici, merci de compléter l'article en donnant les références utiles à sa vérifiabilité et en les liant à la section « Notes et références ».
Kofi Setordji est un artiste ghanéen né en 1957 à Accra (capitale du Ghana). 

## Activité artistique
Kofi Setordji a commencé sa carrière comme graphiste, et a entamé à la fin des années 1980 une carrière de sculpteur, avec l'aide de l'artiste ghanéen Saka Acquaye. Il a reçu en 1990 le prix « Sculpteur de l'année », et il est le premier artiste africain à recevoir, en octobre 2008, le Rockefeller Foundation Creative Arts Fellowship, aux côtés de Mona Hatoum et Shahzia Sikander.
Aux côtés du peintre Wiz Kudowor, il a fondé la Society for Contemporary Art du Ghana (SOCA). Les membres de la SOCA organisent des discussions sur l'art à travers ds colloques, des congrès. Un des projets de Setordji est la ART House, une structure accueillant les artistes de passage à l'intérieur de sa propre maison, située dans la campagne aux alentours d'Accra.
Kofi Setordji est actuellement directeur de la Fondation Nubuke,.
Il travaille sur des matériaux très divers : "A travers le bois, la pierre ou le métal, il dit la guerre de 1939-1945, dans laquelle des milliers d'Africains - comme son père - furent enrôlés, le génocide rwandais de 1994 ou le drame du Kosovo".
Il a exposé dans de nombreux pays africains, en Europe et aux États-Unis.

## Le Monument au Génocide des Tutsi au Rwanda
C'est son œuvre "Génocide" qui a révélé Kofi Setordji au public et aux collectionneurs. Elle a d'abord été exposée à la biennale de Dakar de 2000, puis à Lille, 
Quand Kofi Setordji voit à la télévision les images d'un bulldozer brisant des centaines de corps dans une fosse au Rwanda en 1994, comme s'ils n'étaient autre que des détritus, il décida qu'il fallait faire quelque chose. En tant qu'artiste, il se sentait la responsabilité de montrer au monde ce qui se passait là. Il ne s'en rendit compte que quand il réalisa que personne n'avait plus l'air de se souvenir de ce qui était arrivé aux Tutsi rwandais seulement quatre ans après le massacre.
Il réalisa ainsi un monument mobile en bois, métal, objets de récupération et peinture, qui était constitué de nombreuses petites sculptures assemblées entre elles. Ce travail se réfère aux victimes aux réfugiés, mais aussi aux politiciens, aux juges, aux témoins oculaires. Des rangées et des rangées de visages en terre cuite renvoient douloureusement à l'anonymat des plus de 800 000 victimes du génocide.
Il a travaillé sur ce projet de 1998 à 2000, et continue aujourd'hui encore à ajouter de nouveaux éléments.
Le fait de pouvoir le mouvoir continûment, pour l'artiste, est une façon de maintenir sa tension, dans le geste d'emballer et de déballer sans cesse ses composants pour le faire voyager, même peu.
Les matériaux fragiles qui le composent, comme la terre cuite ou le bois brûlé, nous rappellent inévitablement combien la vie est fragile.

## Expositions
- 2000 - 4e Biennale de l'Art Africain Contemporain - Dak'Art Biennale de l’art africain contemporain, Dakar
- 2000 - KOFI SETORDJI - Galerie Porte 2a, Bordeaux, France[7]
- 2004 - Africa Screams - Das Böse in Kino, Kunst und Kult - Kunsthalle Wien (Museumsquartier), Vienna
- 2005 - Kofi Setordji - Dany Keller Galerie, Monaco di Baviera (esposizione personale)
- 2007 - Contct Zone - Musée National du Mali, Bamako
- 2007 - Contemporary African Art from the Collection of William Jones - Aljira - Center for Contemporary Art, Newark, NJ
- 2007 - "AFRICA SELECT I" - ARTCO Galerie GmbH, Herzogenrath
- 2008 - Zeitgenössische Kunst aus Ghana - Haus der Völker, Schwaz
- 2008 - DIALOGE - ARTCO Galerie GmbH, Herzogenrath
- 2009 - ARTCO - FINE ART - ARTCO Galerie GmbH, Herzogenrath
- 2010 - FINE ART 2010 - ARTCO Galerie GmbH, Herzogenrath
- 2010 - Diagne Chanel / Kofi Setordji - Reflektionen - Malerei und Objekte - ARTCO Galerie GmbH, Herzogenrath
- 2011 - GRENZENLOS - Bilder - Skulpturen - Installationen - Kunstverein Aalen, Aalen
- 2011 - POSITIONEN - zeitgenössischer afrikanischer Künstler aus der Sammlung Kindermann - ARTCO Galerie GmbH, Herzogenrath
- 2015 - 24 œuvres de Kofi Setordji exposées à la Rontonde des arts contemporains d'Abidjan - commissariat Yacouba Konaté[8],[5],[9]
- 2019 - Prête-moi ton rêve, exposition itinérante qui a démarré son parcours à Casablanca et qui est prévue de visiter 5 pays d'Afrique - commissariat Yacouba Konaté[10]